# Pes (Tschagodoschtscha)
Der Pes (russisch Песь) ist ein rechter Nebenfluss der Tschagodoschtscha in den russischen Oblasten Nowgorod und Wologda.
Der Pes hat seinen Ursprung in dem 2,7 km² großen See Rakitinskoje in den Waldaihöhen im Boksitogorski rajon im Osten der Oblast Nowgorod.
Von dort fließt der Pes in überwiegend östlicher Richtung vorbei an der Siedlung städtischen Typs Chwoinaja und erreicht die Oblast Wologda. Der Pes nimmt 7 km oberhalb seiner Mündung, in der Siedlung städtischen Typs Sasonowo, die Ratza von links auf. Anschließend überquert den Fluss die Fernstraße A114. 3 km unterhalb der Einmündung in die Tschagodoschtscha (im Oberlauf auch Tschagoda) befindet sich das Verwaltungszentrum Tschagoda.
Der Pes hat eine Länge von 145 km. Er entwässert ein Areal von 2730 km². 
Der Fluss wird in starkem Maße von der Schneeschmelze gespeist.
Im November / Dezember gefriert der Fluss. Im April / Anfang Mai ist er wieder eisfrei.
Zumindest früher wurde der Pes zum Flößen genutzt.